# Aldo Clementi
Aldo Clementi (ur. 25 maja 1925 w Katanii, zm. 3 marca 2011 w Rzymie) – włoski kompozytor.

## Życiorys
W latach 1939–1947 uczył się gry na fortepianie. Uczył się ponadto kompozycji u Alfredo Sangiorgiego i od 1952 do 1954 roku w Akademii Muzycznej św. Cecylii w Rzymie u Goffredo Petrassiego. Ponadto w latach 1943–1948 studiował filozofię. W latach 1955–1962 uczestnik Międzynarodowych Letnich Kursów Nowej Muzyki w Darmstadcie, gdzie poznał Bruno Madernę i Luigiego Nono, a w sezonie 1961/1962 uczył się w klasie Karlheinza Stockausena. Od 1956 do 1957 roku współpracował ze studiem muzyki elektronicznej w Mediolanie. 
Wykładał w konserwatoriach w Mediolanie i Bolonii. Publikował również artykuły poświęcone muzyce współczesnej na łamach czasopism włoskich.

## Twórczość
Początkowo oddziaływała na niego muzyka Igora Strawinskiego, później pod wpływem studiów u Alfredo Sangiorgiego zwrócił się ku dodekafonii. Po kursach darmstadzkich zaczął poszukiwać nowych środków wyrazu, sięgając do techniki grupowej oraz zasady muzycznego informelu i kolażu. 
Skomponował m.in. Uwerturę na orkiestrę (1954), Kantata Calderon (1956), Tre studi per orchestra da camera (1957), Triplum na flet, obój i klarnet (1960), utwory elektroniczne Collage 1 i 2 (1960–1967), Informel I–III na orkiestrę (1961–1963), B.A.C.H. na fortepian (1970), Clessidra na orkiestrę kameralną (1976), koncert wiolonczelowy (1977), dwa koncerty fortepianowe (1972 i 1986), Dodici variazioni na gitarę (1980), Fantasia su roBErto FABbriCiAni na flet i taśmę (1980–1981), rondo 1-aktowe Es (1981), AEB na 17 instrumentów (1983), Cent sopirs na chór i 24 instrumenty dęte (1983), O Du Selige na orkiestrę (1987), The Plaint na sopran i 13 instrumentów (1992), Cantilena 2 na skrzypce, wiolonczelę, altówkę, flet i klarnet (1997), Passacaglia 2 na flet altowy, róg, trąbkę, smyczki i fortepian (1997), Largo na smyczki (1999), Texture na tubę i taśmę (2005), 2x6 na fortepian i wibrafon (2006).